# 扎維斯峰
79°23′S 86°8′W / 79.383°S 86.133°W

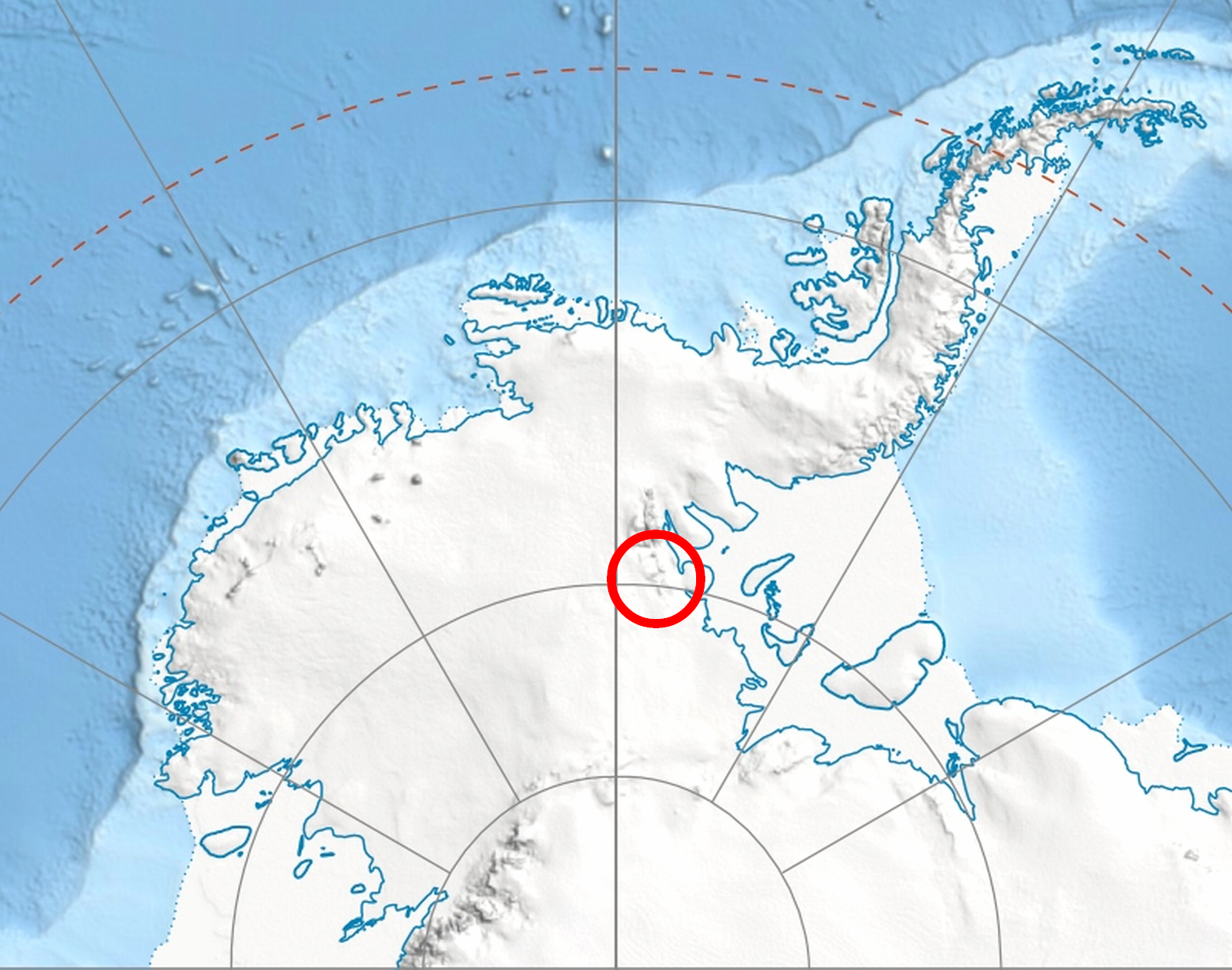

扎維斯峰（英語：Zavis Peak），是南極洲的山峰，位於埃爾斯沃思地，處於航海家峰以西6公里，屬於埃爾斯沃思山脈中赫里蒂奇嶺的一部分，海拔高度2,195米，由明尼蘇達大學探險隊命名，現時由南極條約體系管理。